# Torsken
Torsken (en sami septentrional: Doaskku) és un antic municipi situat al comtat de Troms, Noruega. Té 913 habitants (2016) i la seva superfície és de 243.20 km².